# Joaquina Soares
Maria Joaquina Coelho Soares (15 de janeiro de 1953) é uma arqueóloga, diretora do Museu de Arqueologia e Etnografia do Distrito de Setúbal e docente da Faculdade de Ciências Sociais e Humanas da Universidade Nova de Lisboa.

## Biografia

### Formação académica
Joaquina Soares é licenciada em Geografia e mestre em Geografia Humana e Planeamento Regional e Local pela Faculdade de Letras da Universidade de Lisboa, e doutora em História, no ramo de Pré-História pela Faculdade de Ciências Sociais e Humanas da Universidade Nova de Lisboa, a quem submeteu a tese Transformações sociais durante o III milénio AC no Sul de Portugal: O povoado do Porto das Carretas. Realizou igualmente uma pós-graduação em Museologia pela Universidade Lusófona de Humanidades e Tecnologias.

### Carreira arqueológica
A carreira arqueológica de Joaquina Soares abrange mais de quatro décadas, correspondendo a um período de mudança de arqueologia portuguesa (processo de institucionalização), principalmente caracterizada pela autonomia académica da arqueologia, separando-se da História.
Joaquina Soares dirigiu e co-dirigiu mais de cem escavações arqueológicas integradas em projectos de investigação ou em programas de salvamento arqueológico. Prefere o trabalho de campo: «as novas ideias surgem a partir do contacto direto com o registro empírico».
Trabalhou no maior projeto arqueológico do Sul de Portugal, no Alqueva (1997-2002) (Barragem no rio Guadiana), e até mesmo na fase anterior (1984-85) de pesquisa arqueológica para a avaliação do impacto ambiental dessa obra pública sobre o património cultural, com Carlos Tavares da Silva e José Manuel Mascarenhas.

### Os museus
Implantou, desde 1975, um novo conceito de museu regional orientado para a investigação e para o desenvolvimento regional. Esta experiência teve lugar com a fundação do Museu de Arqueologia e Etnografia do Distrito de Setúbal (MAEDS).
O MAEDS é um centro avançado de arqueologia social.
Prossegue a sua actividade museológica, como directora do MAEDS e a sua investigação científica coordenando dois projectos principais:
- Arqueologia urbana: Preexistência de Setúbal
- CIB – Chibanes no contexto da Arqueologia na Península da Arrábida. Este projeto é considerado estratégico para o desenvolvimento económico da região que aposta na candidatura da Arrábida a Património Mundial, junto da UNESCO.

Promoveu também a primeira rede regional de museus, o Fórum Intermuseus do Distrito de Setúbal (FIDS), desde 2003.
As suas principais contribuições no campo da arqueologia pesquisa são:
- A identificação, com Carlos Tavares da Silva, das primeiras fortificações calcolíticas do III milénio cal BC, no sul de Portugal.
- O estudo do processo de neolitização na Costa Sudoeste Portuguesa.
- O surgimento de complexidade no III milénio cal BC, no sudoeste da Península Ibérica.
- A descoberta e estudo dos povoados da Idade do Bronze Médio no SW Ibérico (Cultura do Bronze do Sudoeste) [2].

### Outras atividades
Joaquina Soares teve um papel importante na implementação da arqueologia urbana em Portugal, principalmente nas cidades de Setúbal e Sines. Organizou o primeiro congresso nacional com Carlos Tavares da Silva: I Encontro Nacional de Arqueologia Urbana. Setúbal, MAEDS e IPPC, 1985.
No âmbito do seu trabalho combinou a pesquisa com a aplicação social, para fins educacionais informativos e económicos.
Realizou dezenas de conferências, workshops e simpósios, alguns internacionais onde se assinalam:
- Pré-História das Zonas Húmidas. Paisagens de Sal, Setúbal, 19-21 de maio de 2011.
- Produção e Comércio de Preparados Piscícolas na Costa Atlântica da Península Ibérica, durante a Proto-História e a Época Romana, Setúbal, 2004[2].

### A docência
Tem-se dedicado nos últimos quatro anos ao ensino universitário de Pré-História e Proto-História na Faculdade de Ciências Sociais e Humanas da Universidade Nova de Lisboa.

## Algumas obras
- SOARES, J. e SILVA, C. T. (1976-77). «O monumento megalítico da Palhota (Santiago do Cacém)» in Setúbal Arqueológica, Setúbal, 2-3, p. 109-150.
- TAVARES DA SILVA, C.; SOARES, J. (1981).Pré-história da Área de Sines. Lisboa: Gabinete da Área de Sines, 231 pp.
- TAVARES DA SILVA C.; SOARES, J. (1986). Arqueologia da Arrábida. Lisboa: Serviço Nacional de Parques, Reservas e Conservação da Natureza, 211 pp.
- MASCARENHAS, J. M.; SOARES J.; TAVARES DA SILVA, C. (1986). «O património histórico-cultural e os estudos de impacte ambiental: proposta de metodologia para a avaliação do impacte de barragens» in Trabalhos de Arqueologia do Sul, 1. Évora: Serviço Regional de Arqueologia do IPPC, p. 7-16.
- SOARES, J. e SILVA, C. T. (1992). «Para o conhecimento dos povoados do megalitismo de Reguengos» in Setúbal Arqueológica, Setúbal, 9-10, p.37-88.
- TAVARES DA SILVA C.; SOARES, J. (1993). Ilha do Pessegueiro. Porto Romano da Costa Alentejana. Lisboa: Instituto de Conservação da Natureza, 245 pp.
- SOARES, J. (1995). «Mesolítico-Neolítico na Costa Sudoeste: transformações e permanências» in Actas do l Congresso de Arqueologia Peninsular (Trabalhos de Antropologia e Etnologia, 35). Porto, 6, p. 27-45.
- SOARES, J. (1996). «Padrões de povoamento e subsistência no Mesolítico da Costa Sudoeste portuguesa» in Zephyrus, 49, p.109-124.
- SOARES, J. (1997). «A transição para as formações sociais neolíticas na Costa Sudoeste portuguesa, in A. Rodríguez Casal (ed.), O Neolítico Atlântico e as Orixes do Megalitismo (Actas do Colóquio Internacional). Santiago de Compostela: Consello da Cultura Galega, Universidad de Santiago de Compostela e Unión Internacional das Ciências Prehistóricas e Protohistóricas, p. 587-608.
- SOARES, J. (1998). «Arqueologia urbana em Setúbal: problemas e contribuições» in Actas do Encontro sobre Arqueologia da Arrábida (Trabalhos de Arqueologia, 14). Lisboa: IPA, p. 101-130.
- SOARES, J. (1999). «Museus de território na era da globalização, in O Arqueólogo Português, 17 (S.IV), p. 429-450.
- SOARES, J. (2003) – Os hipogeus pré-históricos da Quinta do Anjo (Palmela) e as economias do simbólico. Setúbal: Museu de Arqueologia e Etnografia do Distrito de Setúbal, 238 pp.
- SOARES, J. (2008). «Economias anfíbias na costa sudoeste ibérica. IV-III milénios BC. O caso da Ponta da Passadeira (estuário do Tejo)» in IV Congreso del Neolítico Peninsular, T. II. Alicante: Museo Arqueológico de Alicante / Diputación Provincial de Alicante, p. 356-364.
- SOARES, J. (Coord.) (2008). Embarcações tradicionais do Sado: Contexto físico-cultural do estuário do Sado. Setúbal: Museu de Arqueologia e Etnografia do Distrito de Setúbal e Administração dos Portos de Setúbal e Sesimbra, 180 pp.
- SOARES, J. (2010). «Dólmen da Pedra Branca: Datas radiométricas» in Musa. Museus, Arqueologia e Outros Patrimónios, n.º 3, p. 70-82.
- SOARES, Joaquina (2013). «Caçadores-recolectores semi-sedentários do Mesolítico do paleoestuário do Sado (Portugal)» in Setúbal Arqueológica, Vol. 14, 2013, pp. 13-56.
- DUARTE, Susana; SOARES, Joaquina; SILVA, Carlos Tavares (2014). «Intervenção arqueológica na Rua Álvaro Castelões n.ºs 38 e 40 (Setúbal) e sismo de 1755» in Setúbal Arqueológica, Vol. 15, 2014, pp. 341-372.